# Virgin’s Dream
Virgin’s Dream war eine deutsche Rockband der späten 1960er und frühen 1970er Jahre.

## Geschichte
Die als Virgin’s Blue Dream gegründete Band machte ihre ersten Schritte in der Jugendszene ihrer Essener Heimat 1968. Bandleader und Songschreiber Rolf Trenkler führte die Gruppe bis zu ihrer Auflösung 1972 zu Bekanntheit über Nordrhein-Westfalen hinaus und konnte sich über eine treue Gefolgschaft der als Family bezeichneten Anhänger, zu denen etliche Musiker der damaligen Zeit gehörten, freuen. Der bluesbasierende Acid Rock integrierte zahlreiche Einflüsse, auch elektronischer Art; bei ihren Konzerten setzten die Musiker als eine der ersten eine psychedelische Lichtshow ein. Die erhältlichen (Live-)Aufnahmen wurden nach vielen Jahren in geringer Stückzahl veröffentlicht.

## Besetzung
- Rolf Trenkler – Piano, Gesang, Gitarre
- Charly Weißschädel – Bass
- Jazzy Rüger – Gitarre
- Theo Marpe (später: Frank Pieper) – Schlagzeug

## Diskografie
- 1972: The X-Tapes (Album)
- 1980: Sophisty (Album)